# BC Geographical Names
BC Geographical Names oder GeoBC (früher BC Geographical Names Information System oder BCGNIS) ist ein Online-Dienst, der geographische Informationen der kanadischen Provinz British Columbia in eine Datenbank integriert und die geographischen Informationen für Behörden, Wirtschaft und Bürger bereitstellt. Diese Datenbank für British Columbia wird durch die Base Mapping and Geomatic Services Branch des Integrated Land Management Bureau geführt und untersteht dem British Columbia Ministry of Forests, Lands and Natural Resource Operations.
Die Datenbank enthält offizielle Namen und Rechtschreibungen von Städten und Gemeinden, Bergen, Flüssen, Seen und anderen geographischen Orten. Die geographischen Namensentscheidungen werden vom Geographischen Namensausschuss Kanadas anerkannt.
Die Datenbank enthält dabei folgende Angaben über
- „Feature Type“ (Art des Objektes; Stadt, Fluss, See usw.)
- „Status“ (Status; amtlicher Name des Objektes oder inoffizieller Name)
- „Relative Location“ (ungefähre Lagebeschreibung in Form einer kurzen Beschreibung)
- „Latitude-Longitude“  (geographische Lage; geographische Koordinaten)
- „Datum“ (Datum; auf welche Version des North American Datum sich die Angaben beziehen)
- „NTS Map“ (NTS-Karte; auf welcher Karte des National Topographic System von Natural Resources Canada sich das Objekt befindet)

Häufig enthält die Beschreibung auch noch andere Informationen, wie zum Beispiel über die Geschichte des betreffenden Objektes.